# Calle del Prado
La calle del Prado es una calle del Madrid de los Austrias, dentro del Barrio de las Letras. Desciende desde la calle del Príncipe hasta las Cortes. En su recorrido va haciendo esquina a las calles de Echegaray, Ventura de la Vega, la del León y Santa Catalina. En el número 21 se levanta el edificio del Ateneo de Madrid.

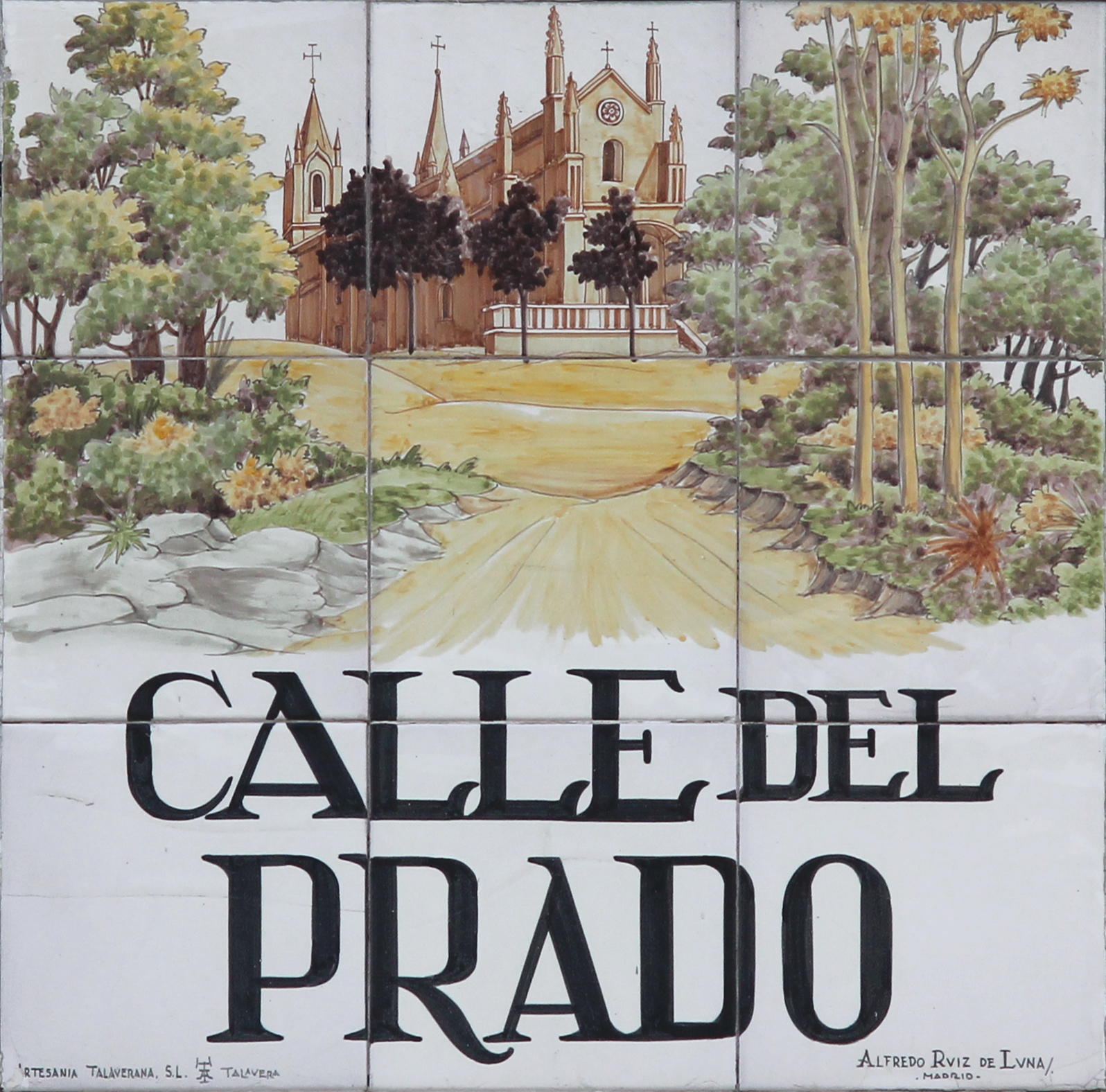
Placa del callejero tradicional de Madrid, por el ceramista Ruiz de Luna.

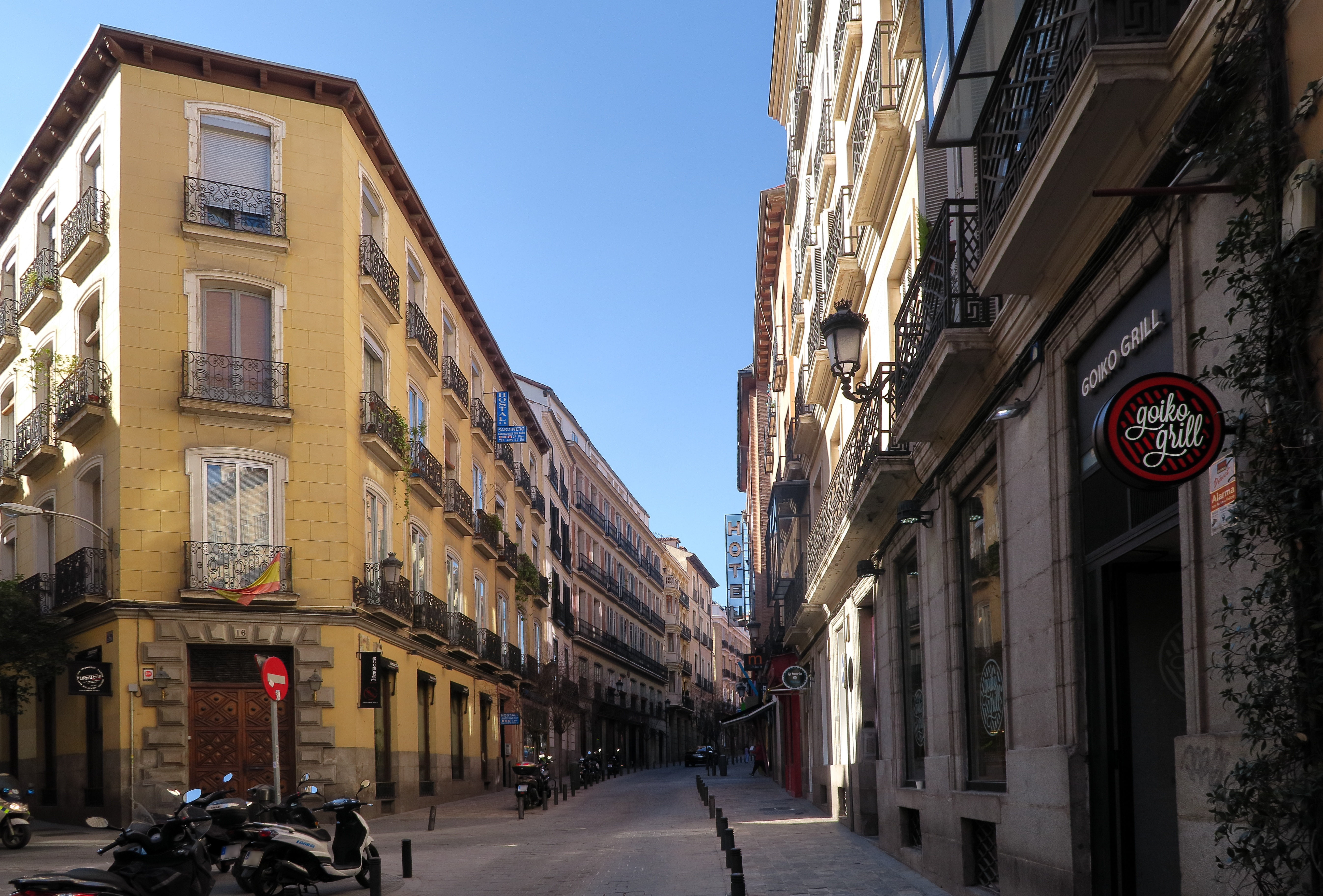
Calle del Prado, desde la calle del León

## Historia
Es muy probable que el origen de su nombre se lo diera el comisario de comedias Francisco de Prado vecino de esta calle a finales del siglo XVI, que hasta muy poco antes había sido camino. La tradición popular lo asocia a su vecindad con el antiguo prado de San Jerónimo, luego paseo del Prado.
Pedro de Répide, citando a Mesonero, menciona algunos curiosos vecinos de la calle del Prado, como la hermosa, redicha y brava hortera Pepa la Naranjera, que tenía su puesto de fruta esquina a la calle del Príncipe a comienzos del siglo XIX; de distinto estamento social era otro vecino, el doctor Joaquín Hysern, defensor de los procedimientos homeopáticos, fallecido en esta calle el 14 de marzo de 1883.
En el número 24, antiguo palacio de los condes de San Jorge, tuvo su primitiva oficina la Sociedad de Autores; y en la mencionada casa de Abrantes, esquina a la calle de San Agustín, estuvo la redacción de El Globo, fundado por Castelar, el primer diario madrileño que publicó grabados, lujo reservado a las publicaciones de menor periodicidad, como los semanarios.
La del Prado fue, durante muchos años, calle de anticuarios, y —como señala Répide con agudeza— la paradoja quiso que en ella se domiciliara el Estado más nuevo de Europa, la URSS, que sustituyó a la Embajada del Imperio Ruso.

### El Mentidero
El cronista Ramón de Mesonero Romanos, en su Antiguo Madrid, da noticia de la presencia del "Mentidero de los representantes" a la entrada de la calle del León por la del Prado, en un ensanche que apenas llegaba a plazoleta. De allí pasó en los primeros años del siglo XIX a la nueva Plaza de Santa Ana abierta frente al Teatro del Príncipe.

### Ateneo de Madrid

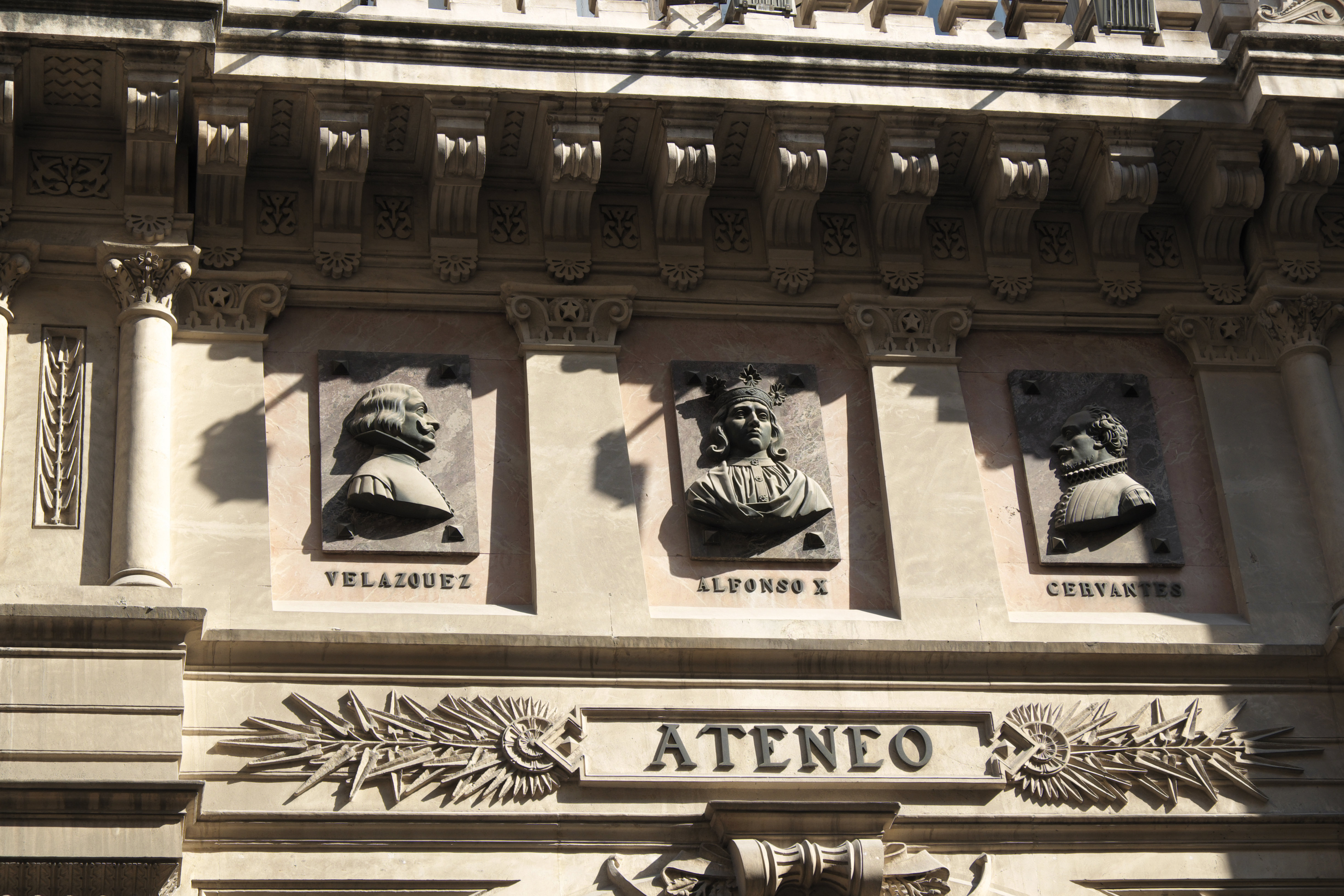
Frontis esculpido sobre la puerta del Ateneo de Madrid, institución decana de la calle del Prado. Con relieves dedicados a Velázquez, Alfonso X el Sabio y Cervantes.

Sin ilustración pública no hay verdadera libertad, proponía como lema en su inicio el reglamento del Ateneo de Madrid, en su primera fundación, el 1 de junio de 1820, y lo firmaban 92 personajes distinguidos de la política, las ciencias y las artes, encabezados por Castaños, general de la Guerra de la Independencia Española, su colega el General Palafox, y otros militares de perfil ilustrado, como Valentín Ferraz o Carlos Palanca. Instalado en principio en la calle de Atocha, fue desmantelado con el regreso del Rey Felón. Muerto Fernando VII, la Sociedad Económica Matritense propuso en 1835 la restauración del Ateneo, que se ubicó en principio en el edificio de la casa llamada de Abrantes, en la calle del Prado, sobre la imprenta de Tomás Jordán, y siendo nombrado presidente el Duque de Rivas.
Resultó tener espíritu nómada la docta institución, pues poco después de su primera instalación en la calle del Prado la noche del 5 de diciembre de 1835, se mudó al número 27 de la misma calle. Se alejó luego temporalmente de la calle del Prado, trasladándose a la calle de Carretas y, en 1837, siendo presidente Francisco Martínez de la Rosa, cambió de nuevo de domicilio, sin salir del Barrio de las Musas, haciendo escala en la plazuela del Ángel; de allí paso aún a la calle de la Montera, donde permaneció hasta el 31 de enero de 1884, fecha en que fue inaugurado el edificio del Ateneo de Madrid en esta calle del Prado, a la altura del número 22.

## Tertulias de café
Además de las habidas en el Ateneo, pueden mencionarse otras históricas tertulias en la calle del Prado.

### El café de Venecia
Quizá el primero o más antiguo de la calle fue el café de Venecia, haciendo esquina con la del Príncipe, en la parte más alta de la calle, junto a la plaza de Santa Ana. El "Venecia", propiedad de Felipe Juliani, se inauguró al principio de la Década Ominosa (últimos años del reinado de Fernando VII) y estuvo vivo hasta finales del siglo XIX. Al parecer disponía de un animado billar y, por su vecindad al mentidero era muy popular entre los comediantes que ajustaban allí mismo sus contratos cuando afuera no lo aconsejaba la meteorología estacional.

### Los genios del café del Prado

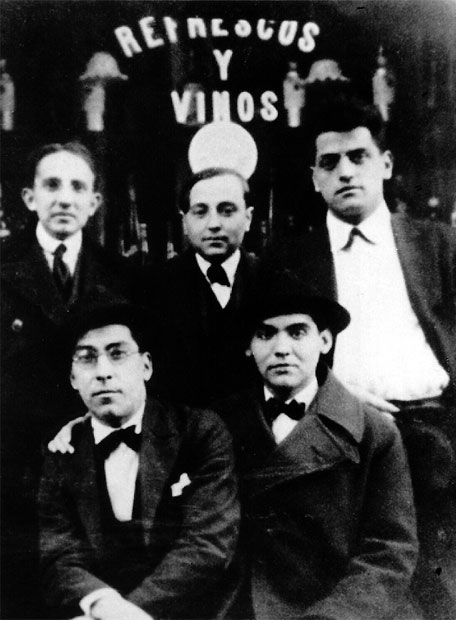
Benjamín Jarnés, Huberto Pérez de la Ossa, Luis Buñuel, Rafael Barradas y Federico García Lorca. Posando ante el Café del Prado, en el Madrid de 1923.

De especial relevancia fue la clientela del antiguo café del Prado , nacido a finales del verano de 1868, pocos días antes de la Gloriosa, y situado haciendo esquina con la calle del León, razón por la cual disponía de dos puertas, una a cada calle. En sus techos revoloteaban pinturas de pequeños ángeles.
Al inicio de la década de 1870 y bajo tales querubínes, tocaba el violín los domingos un joven Tomás Bretón acompañado al piano por Teobaldo Power. Cierto domingo los músicos recibieron la visita de un soberbio joven de diez años y larga melena. Aquel niño que se acercó a los músicos para darles palique, se llamaba Isaac Albéniz. 
Mientras, en las mesas del café del Prado vaciaban sus plumas y su inspiración los Gustavo Adolfo Bécquer (que escribió aquí algunas de sus Rimas y Leyendas), los Menéndez Pelayo y los Ramón y Cajal, de cuya experiencia saldría su libro Charlas de café.
Continuando con la cabalgata de genios, en los locos años veinte madrileños, solía reunirse en el café del Prado un grupito compuesto por Luis Buñuel, Federico García Lorca, Benjamín Jarnés, Huberto Pérez de la Ossa y Rafael Barradas.
Poco antes de su desaparición, ya era un símbolo y un tópico escuchar a su veterano camarero "Dionisio" contestar al saludo "¿Qué hay, Dionisio?", con un filosófico "Mucho mal y mal repartido". Así lo relataron algunos de sus últimos contertulios, como el actor Manolo Gómez Bur o el académico Melchor Fernández Almagro.

### El Levante del Prado
Habla el cronista Répide de un café de Levante en el número 10 de la calle del Prado, homónimo de los del entorno de la Puerta del Sol, que con su emblemático cuadro de los ajedrecistas sobre la puerta de entrada,, pintado por Leonardo Alenza para el local anterior, se abría a la tertulia, el juego y la intriga. Se trataba efectivamente del nuevo emplazamiento del antiguo café de Levante que se había llevado por delante la ampliación de la Puerta del Sol, en 1858.
Otros populares cafés de la época en esta vía fueron: 
- Eldorado, entre cuyos parroquianos estuvo el maestro Tomás Bretón, compositor de La verbena de la Paloma, que a partir de los años veinte pasó a ser un reputado salón de billar.
- El Café Moratín, esquina a la calle del Lobo, abierto el 30 de diciembre de 1853.
- El Café de las Cuatro Estaciones, que se inauguró el 12 de abril de 1835, y entre cuyos 'distinguidos' clientes se contaba Aquilino Tinajas, más conocido como el Tío Chaleco, compadre de don Luis Candelas y dueño de un ventorro en el camino de Hortaleza, donde suelen refugiarse también otros secuaces de la banda de Candelas, como Paco el Sastre y Mariano Balseiro.[13]